# Fenix-Deceuninck/Saison 2024
Diese Liste beschreibt die Mannschaft und die Siege des Radsportteams Fenix-Deceuninck in der Saison 2024.

## Mannschaft
| Teamkader 2024             | Teamkader 2024     | Teamkader 2024         | Teamkader 2024                       |
| Name                       | Geburtsdatum       | Land                   | Vorheriges Team                      |
| -------------------------- | ------------------ | ---------------------- | ------------------------------------ |
| Ceylin del Carmen Alvarado | 6. August 1998     | Niederlande            | Fenix-Deceuninck (2024)              |
| Sanne Cant                 | 8. Oktober 1990    | Belgien                | Fenix-Deceuninck (2024)              |
| Millie Couzens             | 29. Oktober 2003   | Vereinigtes Königreich |                                      |
| Julie De Wilde             | 8. Dezember 2002   | Belgien                | Fenix-Deceuninck (2023)              |
| Yara Kastelijn             | 9. August 1997     | Niederlande            | Fenix-Deceuninck (2023)              |
| Evy Kuijpers               | 15. Februar 1995   | Niederlande            | Human Powered Health (2022)          |
| Greta Marturano            | 14. Juni 1998      | Italien                | Top Girls Fassa Bortolo (2022)       |
| Puck Pieterse              | 13. Mai 2002       | Niederlande            | Fenix-Deceuninck (2023)              |
| Pauliena Rooijakkers       | 12. Mai 1993       | Niederlande            | Canyon-SRAM Racing (2023)            |
| Carina Schrempf            | 16. Oktober 1994   | Österreich             |                                      |
| Christina Schweinberger    | 29. Oktober 1996   | Österreich             | Multum Accountants (2022)            |
| Petra Stiasny              | 10. September 2001 | Schweiz                | Roland Cogeas-Edelweiss Squad (2022) |
| Marthe Truyen              | 30. September 1999 | Belgien                | Fenix-Deceuninck (2023)              |
| Cecilia van Zuthem         | 27. November 2003  | Niederlande            | WV Schijndel (2022)                  |
| Annemarie Worst            | 19. Dezember 1995  | Niederlande            |                                      |
| Sophie Wright              | 15. März 1999      | Vereinigtes Königreich | UAE Team ADQ (2022)                  |
| Inge van der Heijden       | 12. August 1999    | Niederlande            | Fenix-Deceuninck (2023)              |
| Flora Perkins              | 16. September 2003 | Vereinigtes Königreich | Fenix-Deceuninck Continental (2023)  |
| Aniek van Alphen           | 1. Februar 1999    | Niederlande            | Fenix-Deceuninck Continental (2023)  |
|                            |                    |                        |                                      |
| Quelle: ProCyclingStats    |                    |                        |                                      |

## Siege
| Siege    | Siege                            | Siege       | Siege  | Siege         | Siege |
| Datum    | Rennen                           | Staat       | Klasse | Siegerin      |       |
| -------- | -------------------------------- | ----------- | ------ | ------------- | ----- |
| 14. Aug. | Tour de France Femmes, 4. Etappe | Niederlande | 2.WWT  | Puck Pieterse |       |
| 22. Aug. | Grote Prijs Lucien Van Impe      | Belgien     | 1.2    | Evy Kuijpers  |       |

## UCI-Weltranglisten-Platzierungen
| UCI-Ranking | UCI-Ranking                | UCI-Ranking            | UCI-Ranking |
| Fahrerin    | Fahrerin                   | Land                   | Punkte      |
| ----------- | -------------------------- | ---------------------- | ----------- |
| 30.         | Puck Pieterse              | Niederlande            | 1227 P.     |
| 33.         | Pauliena Rooijakkers       | Niederlande            | 1191 P.     |
| 40.         | Christina Schweinberger    | Österreich             | 1003.7 P.   |
| 75.         | Marthe Truyen              | Belgien                | 602 P.      |
| 90.         | Yara Kastelijn             | Niederlande            | 476 P.      |
| 122.        | Flora Perkins              | Vereinigtes Königreich | 337 P.      |
| 180.        | Evy Kuijpers               | Niederlande            | 220 P.      |
| 229.        | Sanne Cant                 | Belgien                | 175 P.      |
| 242.        | Carina Schrempf            | Österreich             | 164.7 P.    |
| 280.        | Greta Marturano            | Italien                | 133 P.      |
| 353.        | Julie De Wilde             | Belgien                | 104 P.      |
| 480.        | Cecilia van Zuthem         | Niederlande            | 70 P.       |
| 521.        | Millie Couzens             | Vereinigtes Königreich | 61 P.       |
| 633.        | Petra Stiasny              | Schweiz                | 44 P.       |
| 652.        | Inge van der Heijden       | Niederlande            | 40 P.       |
| 1307.       | Ceylin del Carmen Alvarado | Niederlande            | 3 P.        |
| 1316.       | Sophie Wright              | Vereinigtes Königreich | 3 P.        |